# 니시다 노조미

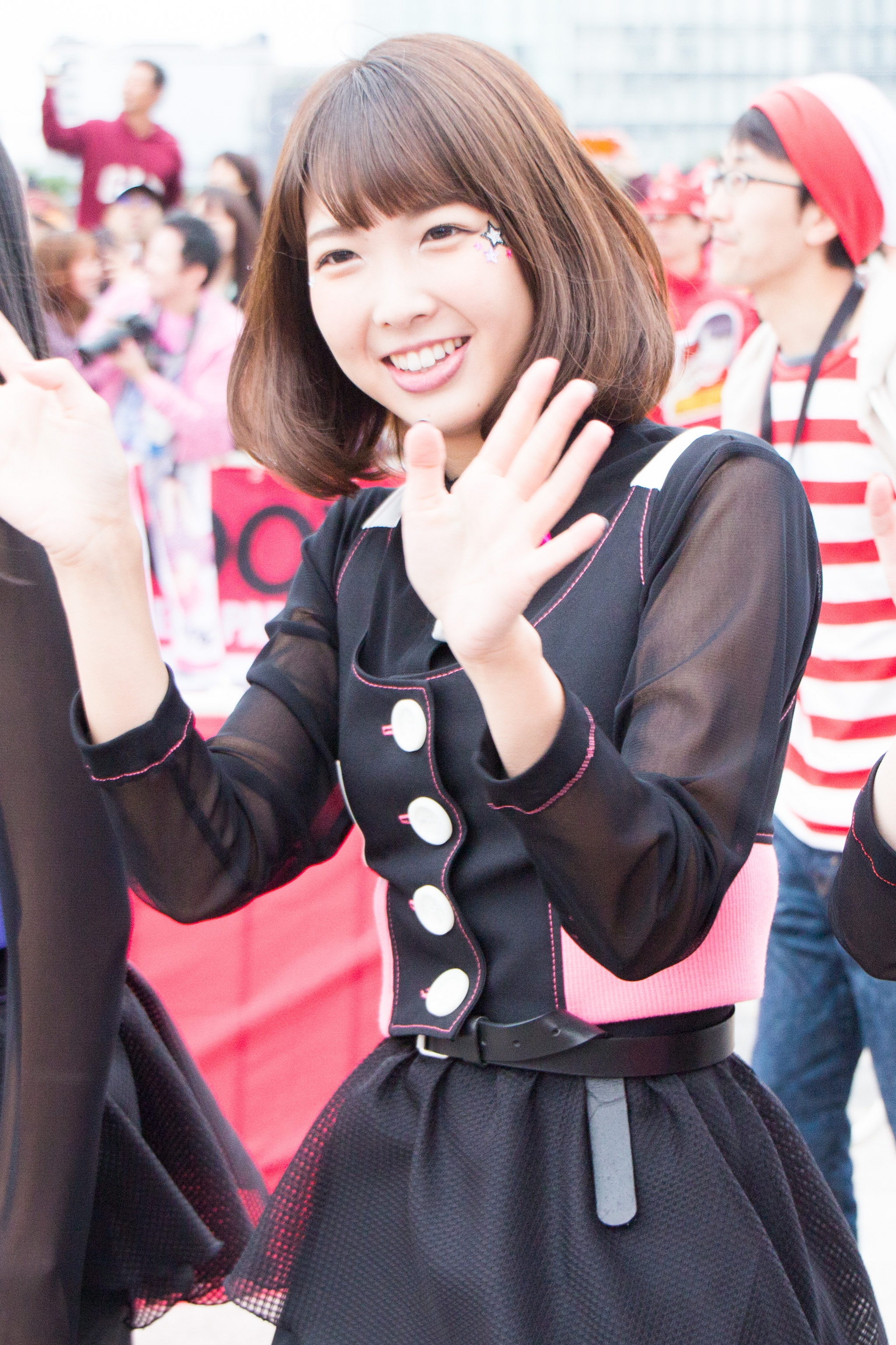
니시다 노조미

니시다 노조미(일본어: 西田 望見 にしだ のぞみ[*], 1990년 7월 22일 ~ )는 일본의 성우이자 가수다. 2018년 5월 시점에서 아토믹 몽키를 떠나 프리랜서로 있다가 2018년 9월부로 마우스 프로모션으로 이적했다.

## 출연작

### 애니메이션
- 3월의 라이온 2 - 리셉턴트
- 8월의 신데렐라나인 - 아리하라 츠바사
- 그라제니 - 관객
- 노 건즈 라이프 - 마틸다
- 노예구: The Animation - 스기나미 루시에
- 단칸방의 침략자!? - 여학생
- 데이트 어 라이브 Ⅲ - 카렌 노라 메이저스
- 도쿄 구울 - 하카토리
- 레이튼 미스터리 탐정사 카트리의 수수께끼 파일 - 단역
- 마크로스 델타 - 마키나 나카지마
  - 극장판 마크로스 Δ 격정의 왈큐레 - 마키나 나카지마
- 무장소녀 마키아벨리즘 - 타마바 사토리, 스포일러
- 방패 용사 성공담 - 시스터
- 아이카츠 프렌즈! - 마나
- 앱솔루트 듀오 - 사라
- 어떤 과학의 일방통행, 어떤 과학의 초전자포 T - 야쿠마루
- 여주인님은 초등학생! - 여성기자
- 은의 묘지기 - 파린
- 이종족 리뷰어스 - 지미
- 제로에서 시작하는 마법의 서 - 일행과 떨어진 마녀
- 죠죠의 기묘한 모험: 황금의 바람 - 간호사
- 째깍째깍 - 사가와 친구의 엄마
- 하루카나 리시브 - 담임
- Re:스테이지! 드림 데이즈♪ - 시로키타 쿠로하
- TO BE HERO - 데이터 성인, 윗 층에 사는 소녀
- WIXOSS DIVA (A) LIVE - 네코자와 나나

### 게임
- 8월의 신데렐라나인 - 아리하라 츠바사
- 그랑사가 - 샤킬라, 아나히
- 동방 로스트워드 - 일부 캐릭터
- 랑그릿사 모바일 - 젤다(랑그릿사 모바일), 수제트
- 마법사와 검은 고양이 위즈 - 패밀리어 메어-제라드가 꾼 꿈-
- 명일방주 - 엠브리엘
- 성검전설 3 TRIALS of MANA - 제시카, 루나, 죠세핀, 미네르바
- 온센무스메 - 츠키오카 쿠루미
- 유라기장의 유우나 씨 도로롱 온천 대 기행
- 하얀고양이 프로젝트 - 후우카, 제니, 세로시아, 베로니카
- Re:스테이지! 프리즘 스텝 - 시로키타 쿠로하